# Мшатка (имение)
Имение Мшатка (также имение Варино, Абильбах, Кельсе-Барлах) — имение на Южном берегу Крыма, основанное в первой половине XIX века гражданским губернатором Таврической губернии Д. Е. Башмаковым, впоследствии известное, как усадьба Н. Я. Данилевского. До наших дней не сохранилось, располагалось в бывшей деревне Мшатка на территории современного детского оздоровительного лагеря им. Комарова, в современном посёлке Санаторное в составе Большой Ялты.

## Имение Варино

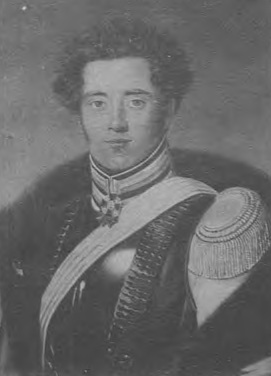
Башмаков Дмитрий Евлампиевич.

Время приобретения имения участником Отечественной войны 1812 года, довольно приближённым к императору Александру I полковником Д. Е. Башмаковым пока не установлено. Известно, что в январе 1824 года, после свадьбы с Варварой Суворовой (1803—1885), внучкой генералиссимуса А. В. Суворова, молодые из Петербурга отправились в имение в Крым, следовательно к тому времени Башмаков уже владел землями. Неизвестны и первоначальные размеры имения: учитывая, что восточная окраина владений, проданная в 1834 году Л. А. Перовскому под усадьбу Меллас, имела площадь 59 гектаров, можно предположить, что Башмаков владел довольно обширным участком побережья. Считается, что дача была построена 1824 году. Места в те годы были совершенно необжитые, дорог, фактически, не было. Цесаревич Николай Павлович (будущий император Николай I), в 1816 году так описал эту проблему "Из Байдарской долины выходит единственная и довольна худая дорога по самому краю Южного берега и идет через главные селения… ". Дмитрий Евлампиевич оказался среди первых поселенцев Южного берега Крыма. Пригласив строителей из России, Башмаков возводит большой и красивый дом. На месте из строительных материалов имелись только лес и камень, все остальное доставлялось через горы по той самой дороге. Также были устроены виноградные плантации на 50 тысяч кустов, основной виноградник, на западной окраине имения, назывался «Абильбаш», или «Абильбах». В честь любимой жены Варвары Аркадьевны имение получило название «Варино». Предполагается, что усадьба позднее изображена на картинах Йохана Кёлера. Дом был просторный, в восточном стиле, окружённый открытыми галереями. В нём часто устраивали балы, принимали гостей, среди которых был и путешествовавший по Крыму Александр I. В имении росло гигантское ореховое дерево, единственное в Крыму по своей громадности и развесистым ветвям. Мария Сосногорова в «Путеводителе по Крыму для путешественников» писала, что «под ним могло укрываться до ста верховых всадников», из-за чего Башмаков называл его итал. Il cento cavali

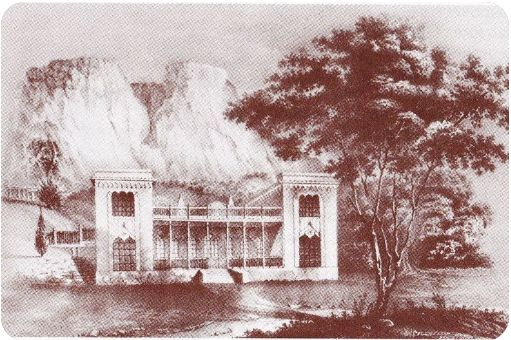
Александр Бигатти. Дом в имении Варино, 1839 г.

5 января 1835 года Д. Е. Башмаков умер, Варвара Аркадьевна ещё некоторое время жила в имении, в 1839 году продав его графу Гурьеву. При нём было сделано единственное изображение дома Башмаковых одесским художником и литографом Александром Бигатти. От Гурьева перешло к Александру Григорьевичу Кушелеву-Безбородко, затем к его сыну Григорию. Во время Крымской войны имение было разграблено и сожжено французскими мародерами летом 1855 года и долгие годы не восстанавливалось.

## Имение Данилевских
В 1866 году пребывающее в запустении имение в Мшатке приобрёл известный ученый Николай Яковлевич Данилевский. Николай Николаевич Страхов в труде «Борьба с Западом» так писал об этом
Николай Яковлевич ни за собою, ни за женою не имел никакого недвижимого имущества; нечаянно представился ему случай купить на Южном берегу Мшатку, большое запущенное имение гр. Кушелева-Безбородько, продававшееся очень дёшево. Тут был огромный сад, когда-то старательно возделанный, был виноградник, были развалины барского дома, сожжённого французами в Крымскую войну, и был маленький дом управляющего. Данилевские для покупки собрали все свои деньги, и с 1-го июня 1867 года семья их уже жила в Мшатке

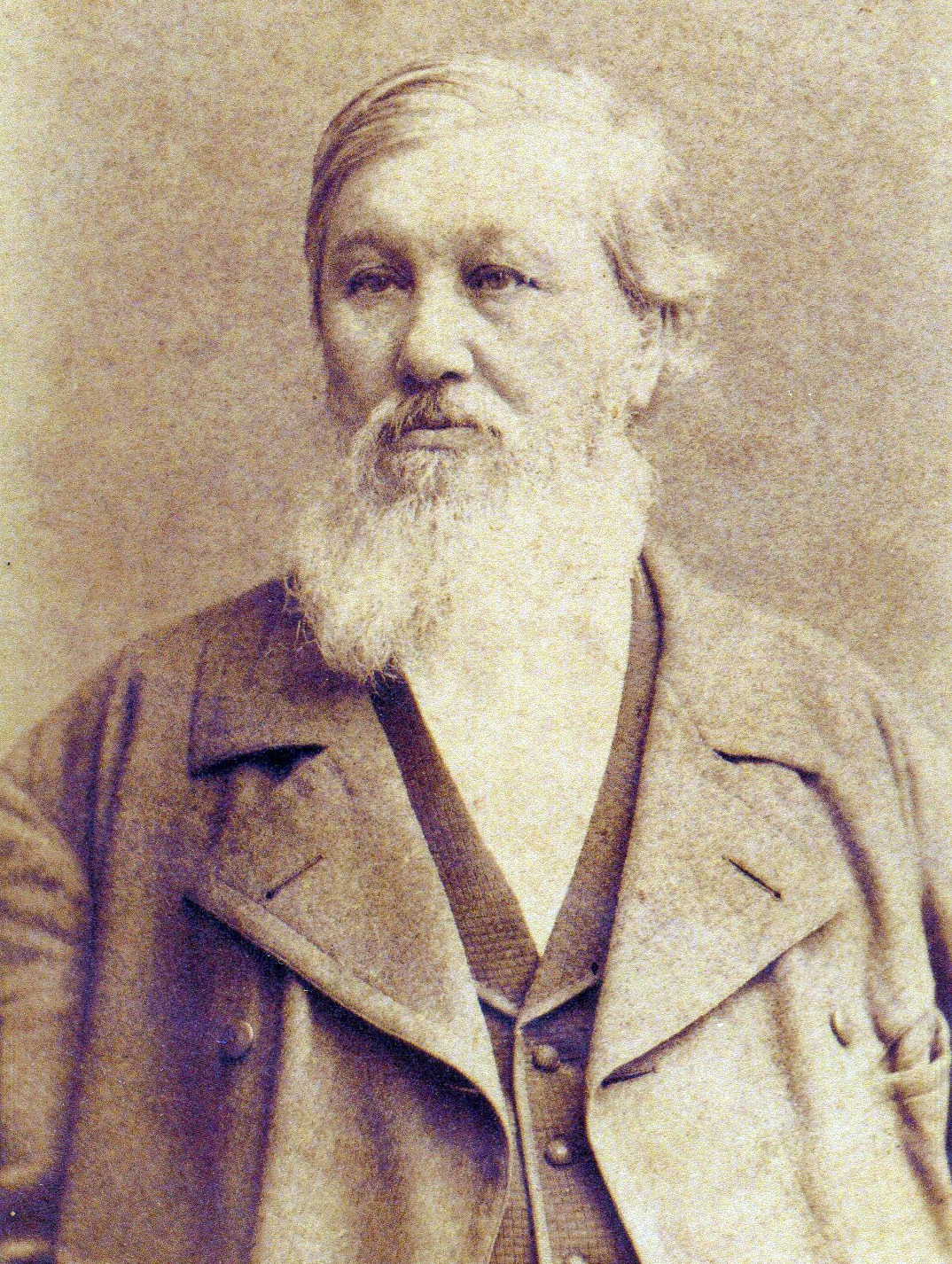
Николай Яковлевич Данилевский.

Данилевский дал усадьбе имя, по названию одного из урочищ на территории, Абильбах. Площадь всего приобретённого имения составила более 100 десятин, примерно половину из которых составляли неудобья: скалы, откосы, овраги и дороги. Около трети занимал дровяной лес и кустарники; двадцать с лишним десятин годились для ведения сельского хозяйства и три десятины занимал парк. От прежних владельцев остались посадки кипарисов, небольшие рощицы маслин, миндаля и несколько маленьких виноградников. Вначале привели в порядок дом управляющего, чтобы временно поселиться в нём: разобрали развалины бывшего барского дома, с целью построить новый, но не задалось и Данилевские прожили в бывшем доме управляющего до самой революции. Здание, сложенное из добытого на месте камня-дикаря и покрытое черепицей-«татаркой», располагалось в центре усадьбы, на высоком крутом склоне. На фасаде вдоль склона выдавался ризалит с мезонином на две комнаты: там устроили кабинет и библиотеку хозяина. На первом этаже насчитывалось семь комнат, окна смотрели на южную сторону с великолепными видами на спускавшийся к морю парк.
За 15 лет на каменистой почве урочища Абильбах было акклиматизировано до трехсот видов деревьев и кустарников со всего мира: редкие экземпляры киликийской, кефалинийской, калифорнийской пихты, экзотические кипарисы, североамериканские таксодиумы, либоцедрусы, рощи с разнообразными видами сосен, среди которых единственные в настоящее время на южном берегу экземпляры сосен Жеффрея и Бунге, а также кедры, магнолии, османтусы. Парк по замыслу создателя, делился на отличающиеся по содержанию и смысловой нагрузке части, имевшие собственные названия: Пирамиды, Каменный сад, Весенний сад, Гефсиманский сад, Кипарисовый зал, Мавританский фонтан, Ключевой источник

В саду выращивались груши сортов Бере-Фердинанд, Бере-Александер, Фердинанд-Дюшес, которые ввиду своего высокого качества закупались фирмой Елисеевых для столичных магазинов. Также были плантации черешни, персика, инжира, кавказская и японская хурма. Под окнами дома росла крупная сладкая филиппинская шелковица, съедобную фисташку прививали к диким крымским деревьям. В начале 1880 года в Крыму, вслед за всей Европой, началась эпифитотия филлоксеры. По рекомендации специальной комиссии, одним из руководителей которой был Данилевский, заражённые виноградники подлежали уничтожению. Были уничтожены и плантации Данилевских, составлявшие одну из основ благосостояния семьи. В письме другу Данилевский сообщал
Я хоть и продолжаю пребывать в Мшатке, но мирное житие из неё улетело, и наступило время брани. Мшатка и её окрестности полны воинами христолюбивыми до края и даже через край переливаются. Скоро, скоро водворится в доме отчем пустота — то есть мерзость запустения на Абильбахе. Вот что натворила крошечная и гнуснейшая филлоксера. Лучше бы не рождался Колумб на свет Божий
 Скромный дом имения, находившийся в одном из самых удалённых уголков Южного берега, во время жизни Данилевского, стал своего рода центром духовной жизни для определённой части российской интеллигенции. Добирались сюда немногие: известно, что в имении несколько раз бывал философ Николай Страхов, братья Николай Петрович Семёнов и Пётр Петрович Семёнов-Тян-Шанский, в 1885 году приезжали Лев Толстой и Иван Аксаков. С 1872 года регулярно приезжал в Мшатку академик живописи Йохан Кёлер, создавший здесь многочисленные романтические пейзажи с натуры, которые принесли ему звание академика. В имение по приглашению, а чаще без него, приезжали многие окрестные помещики с семьями, садовниками и виноградарями (последние — посмотреть на передовые способы ведения хозяйства), особо Данилевский подружился и впоследствии породнился с владельцем имения в Симеизе Милютиным.

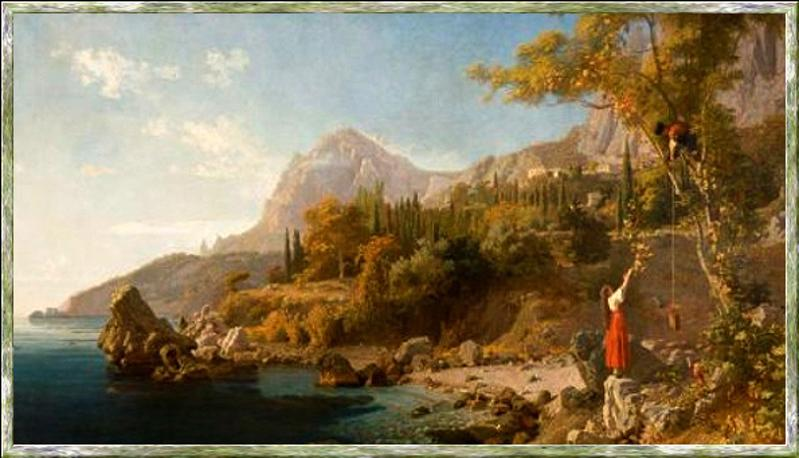
Йохан Кёлер. Имение Данилевских, 1875 г.

В период жизни в Мшатке Данилевскиий написал большинство своих главных социологических трудов, активно участвовал в общественной и государственной жизни Крыма, в 1880 году даже был директором Никитского ботанического сада. Николай Яковлевич страдал «тяжёлым заболеванием сердца», от которого преждевременно скончался 7 (19) ноября 1885 года и был похоронен 16 ноября того же года в «Кипарисовом зале» парка имения. После его смерти усадьбой владела вдова учёного, проживая на ней с «весьма многочисленной и милой» семьёй. По свидетельству графа Д. А. Милютина, Данилевскиий «…оставил семью в положении довольно стеснённом. Доходы с имения почти прекратились с истреблением его виноградников… Семья Данилевских жила в полном смысле слова патриархально, скромно и гостеприимно». Михаил Бернов в книге «Из Одессы пешком по Крыму: Письма русского пешехода», повествующей о путешествии автора в 1894 году, изложил впечатления об имении
Имение Данилевской интересно своим садом. Дом — старинный, мебель — начала этого столетия, старая библиотека… Меня ведут в бамбуковую рощу. Бамбуки довольно внушительных размеров и солидной толщины. Изобилие фиговых деревьев, гранат… Но всего лучше кипарисы. Масса их, особенно вокруг места, где похоронен Данилевский.
Ольга Александровна Данилевская умерла 23 февраля (8 марта) 1909 года и была похоронена рядом с мужем в том же «Кипарисовом зале».. По Статистическому справочнику Таврической губернии. Ч.II-я. Статистический очерк, выпуск восьмой Ялтинский уезд, 1915 год, в Байдарской волости Ялтинского уезда числилось имение Мшатка наследников Данилевских с 1 двором со «смешанным населением» в количестве 16 человек.

## После революции
16 декабря 1920 года приказом председателя Революционного комитета Крыма были изъяты «из частного владения как разных ведомств, так и частных лиц все имения Южного берега Крыма в районе от Судака до Севастополя включительно» и передавались в ведение специально созданного Управления Южсовхоза. В государственном архиве Крыма сохранились документы о Данилевских, в том числе «Акт о приеме в Управление Южнобережных совхозов бывшего имения Данилевских „Кельсе-Барлах“ в Ялтинском уезде с описью имущества…». Существует версия, что в годы гражданской войны дом Данилевских сгорел вместе с библиотекой и архивом Николая Яковлевича. До 1927 года некоторые члены семьи ещё проживали на территории усадьбы в «наспех построенном самим дедом доме», после чего были высланы из Крыма.
В 1988 году Министерством культуры Крыма и потомками философа на стенах зданий лагеря были установлены мемориальные доски. 26 мая 1996 года на предполагаемом месте могилы Данилевского сняли часть асфальта, высадили цветы и установили деревянный крест с иконой Николая Чудотворца. Настоятель Форосской церкви архимандрит Пётр отслужил панихиду по усопшим и через год заложили и освятили мемориальный камень. Вскоре «Севморзавод» преобразовали в ОАО с передачей лагеря новому юридическому лицу — ООО «Югсевморсервис», которое 2005 году выкупили Пётр Порошенко и Константин Григоришин (по другим данным в 2010 году) и мемориальные доски сняли и отправили «на ответственное хранение». В начале 2007 году потомки Данилевского установили в «Кипарисовом зале» памятник мыслителю.

### Лагерь им. В. Комарова
В 1934 году в бывшем имении устроили пионерский лагерь. На семейном кладбище Данилевских была создана вначале футбольная, а затем костровая площадка. В 1950 году лагерь, под названием «Южный», передали в ведение Севастопольского морского завода, а в 1969 году пионерлагерю было присвоено имя космонавта Владимира Комарова. Бывшие работники лагеря вспоминали, что «за территорией был организован прекрасный уход, но никто из нас понятия не имел, что эта земля — чьё-то бывшее имение», но от строений имения ничего не сохранилось. После вхождения Крыма в состав России в 2014 году губернатор Севастополя С. И. Меняйло передал пионерский лагерь Правительству Крыма, 3 ноября 2016 года детский оздоровительный лагерь имени Комарова вернули в собственность Севастополя, передав в подчинение МВД.

## Охранный статус
Постановлением Совмина Крыма № 330 от 16 ноября 1995 года предполагалось «парк имения Данилевского Н. Я. площадью 19 гектаров включить в перечень особо охраняемых объектов». Приказом Государственного комитета по охране культурного наследия Республики Крым № № 113 от 21 марта 2017 года «Могила философа, ученого-естествоиспытателя Н. Я. Данилевского» объявлена памятником культурного наследия регионального значения.
Приказом Государственного комитета по охране культурного наследия Республики Крым № 152 от 3 июля 2019 года взята под охрану, как объект культурного наследия регионального значения, могила Н. Я. Данилевского в «Кипарисовом зале»
Актом государственной историко-культурной экспертизы от 22 августа 2019 года было предложено изменение категории историко-культурного значения с региональной на федеральное значение, что было утверждено приказом Государственного комитета по охране культурного наследия Республики Крым от 15 декабря 2020 года
15 апреля 2021 года инициативной группой было подано заявление о включении парка бывшего имения в единый государственный реестр объектов культурного наследия.